# مقتات الفواكه
مقتات الفواكه أو آكل الفواكه أو آكلة الثمار أو الثَامِرات أو الثَّمَريَّات (frugivore: /fruːdʒɪvɔːr/) هو الحيوان أو الحيوانات التي تتغذى في الغالب على الفواكه الطازجة والنضرة مثل الخضروات والجذور والبراعم والمكسرات والبذور. يمكن أن يكون أي نوع من الحيوانات العاشبة أو آكلة اللحوم حيث تكون الفاكهة هي الغذاء الرئيسي والمفضل له. ما يقرب من 20٪ من الثدييات العاشبة تأكل الفاكهة. مقتات الفواكه تأكل الكثير من الفاكهة، فهي تعتمد اعتمادا كبيرا على وفرة والتكوين الغذائي للفواكه. يمكن أن يستفاد من مقتات الفواكه وذلك بتشتيت وتوزيع البذور النباتات المنتجة للفواكه، كما يمكنه أن يعيق النباتات وذلك بهضم البذور مع الفواكه. عندما يستفيد كل من النباتات المنتجة للفاكهة ومقتات الفواكه فيما بينهما، فإن تفاعلهما يسمى بـ التقايض.

## تشتت بذور آكل للفواكه
تمثل أنواع الثدييات والطيور غالبية الأنواع التي تشتت البذور. ومع ذلك، فإن السلاحف القاتمة والسحالي والبرمائيات وحتى الأسماك تنثر البذور أيضًا.

### الأهمية البيئية
يعد انتشار بذور آكلات الثِمار ظاهرة شائعة في العديد من النظم البيئية. ومع ذلك، فهو ليس نوعًا محددًا بدرجة عالية من التفاعل بين النبات والحيوان. على سبيل المثال، قد ينثر نوع واحد من الطيور الآكلة للثمار ثمارًا من عدة أنواع من النباتات، أو قد تنشر أنواع قليلة من الطيور بذور نوع نباتي واحد. قد يرجع هذا النقص في التخصص إلى أن توافر الفاكهة يختلف باختلاف الموسم والسنة، مما يميل إلى تثبيط الحيوانات الآكلة للفواكه عن التركيز على نوع نباتي واحد فقط. علاوة على ذلك، تميل موزعات البذور المختلفة إلى نثر البذور إلى موائل مختلفة، وبكميات ومسافات مختلفة، اعتمادًا على سلوكها وأعدادها.

### تكيُّف النبات لجذب المشتتات
هناك عدد من خصائص الفاكهة التي يبدو أنها خصائص تكيفية لجذب الحيوانات المليئة بالحيوية. قد تعلن الفاكهة المُشتتة من الحيوانات عن مذاقها للحيوانات ذات الألوان الزاهية والروائح الجذابة (الفواكه المقلدة). لب الفاكهة غني بالمياه والكربوهيدرات وقليل من البروتين والدهون. ومع ذلك، فإن التركيب الغذائي الدقيق للفاكهة يختلف على نطاق واسع. غالبًا ما تُكيّف بذور الثمار المتناثرة مع الحيوانات للبقاء على قيد الحياة من خلال عملية الهضم. على سبيل المثال، يمكن أن تصبح البذور أكثر نفاذية للماء بعد مرورها عبر أمعاء الحيوان. هذا يؤدي إلى معدلات إنبات أعلى. تنبت بعض بذور الهدال داخل أمعاء المشتت.

## تكيفات آكل للفواكه لاستهلاك الفاكهة
تمتلك العديد من الحيوانات التي تشتت البذور أجهزة هضمية متخصصة لمعالجة الثمار، مما يترك البذور سليمة. بعض أنواع الطيور لديها أمعاء أقصر لتمرير البذور بسرعة من الفاكهة، في حين أن بعض أنواع الخفافيش المليئة بالحيوية لها أمعاء أطول. تتمتع بعض حيوانات الثمار التي تشتت البذور بأوقات احتباس أمعاء قصيرة، ويمكن أن يغير البعض الآخر تكوين إنزيم الأمعاء عند تناول أنواع مختلفة من الفاكهة.

## حيوانات آكلة للفواكه
الطيور هي المحور الرئيسي للبحث المقتصد. يناقش مقال بقلم بيت لويزيل وجون بليك، «العواقب المحتملة لانقراض الطيور الآكلة للفاكهة على شجيرات الغابات الاستوائية الرطبة» ("Potential Consequences of Extinction of Frugivorous Birds for Shrubs of a Tropical Wet Forest")، الدور المهم للطيور آكلة للفاكهة في النظم البيئية. تشير استنتاجات بحثهم إلى كيف يمكن أن يؤثر انقراض الأنواع المشتتة للبذور سلبًا على إزالة البذور، وحيوية البذور، وتكوين النبات. يسلط المقال الضوء على أهمية الطيور التي تشتت البذور في ترسب الأنواع النباتية.
ومن الأمثلة على الطيور التي تشتت البذور: أبوقرن، وطوقان، وأركاري، وقطنجية (مثل ديك الصخور الغوياني [الإنجليزية])، وبعض أنواع الببغاوات. تعتبر آكلة للفاكهة شائعة في المنطقة المعتدلة، ولكنها توجد في الغالب في المناطق الاستوائية. تتغذى العديد من الطيور آكلة الفاكهة بشكل أساسي على الفاكهة حتى موسم التعشيش، عندما تدمج الحشرات الغنية بالبروتين في نظامها الغذائي. يمكن للطيور التي تتغذى على الأسماك أن تأكل التوت المر، مثل العرعر، في الأشهر التي تكون فيها الأطعمة البديلة نادرة. في أمريكا الشمالية، تسعى الطيور على نطاق واسع إلى ثمار التوت الأحمر (Morus rubra) في الربيع وأوائل الصيف. تم تسجيل ما يصل إلى 31 نوعًا من الطيور أثناء زيارتها لشجرة مثمرة في أركنساس.
تعتبر الثدييات آكلة الفاكهة إذا كانت البذور مشتتة وقادرة على التكاثر. أحد الأمثلة على حيوان ذئب ذو العرف والذي يوجد في أمريكا الجنوبية. وجدت دراسة أجراها خوسيه كارلوس موتا جونيور وكارينا مارتينز أن ذئب ذو العرف هو على الأرجح مشتت بذور مهم. وجد الباحثون أن 22.5-54.3٪ من النظام الغذائي كان عبارة عن فواكه. تشمل الأمثلة الأخرى للحيوانات المليئة بالثدييات خفافيش الفاكهة وقرد الليل ذو البطن الرمادي، المعروف أيضًا باسم قرد البومة.

## الحفاظ عليها
نظرًا لأن نثر البذور يسمح للأنواع النباتية بالانتشار إلى مناطق أخرى، فإن فقدان الحيوانات المليئة بالحيوية يمكن أن يغير مجتمعات النباتات ويؤدي إلى فقدان أنواع نباتية معينة محليًا. نظرًا لأن تشتت بذور آكلة الفاكهة مهم جدًا في المناطق الاستوائية، فقد درس العديد من الباحثين فقدان آكلة الفاكهة وربطه بديناميكيات مجموعات النباتات المتغيرة. أشارت العديد من الدراسات إلى أنه حتى فقدان الحيوانات الكبيرة فقط، مثل القرود، يمكن أن يكون له تأثير سلبي، لأنها مسؤولة عن أنواع معينة من تشتت البذور لمسافات طويلة التي لا يمكن رؤيتها مع أنواع أخرى من فروجيفور، مثل الطيور. ومع ذلك، فإن الأنواع النباتية التي تشتت الحيوانات بذورها قد تكون أقل عرضة للتفتت من الأنواع النباتية الأخرى. يمكن أن تستفيد آكلة الفاكهة أيضًا من غزو الأنواع الغريبة المنتجة للفاكهة ويمكن أن تكون ناقلات للغزو الأجنبي من خلال تشتيت البذور غير الأصلية.